# 泰来站
泰来站，位于中华人民共和国黑龙江省齐齐哈尔市泰来县泰来镇铁东街，是平齐铁路上的火车站，建于1926年，由哈尔滨铁路局齐齐哈尔车务段管辖。

## 車站周邊
- 中国移动站前特许营业厅
- 中国农业银行站前分理处
- 泰来县人民医院
- 泰来县财政局
- 旭日大酒店
- 泰来县安全生产监督管理局
- 泰来县人民政府
- 中国邮政储蓄银行中央街支行
- 黑龙江广播电视大学泰来分校
- 中国工商银行泰来县支行
- 中国农业银行泰来支行营业所
- 泰来客运站
- 泰来县交通运输局
- 中国邮政储蓄银行八一路支行
- 中国联通建设路营业厅
- 泰来县粮食局
- 中国信合新华储蓄所
- 中国人民银行泰来县支行
- 泰来县农村信用合作联社第一储蓄所
- 龙江银行泰来支行
- 泰来县中医医院
- 泰来县民政局
- 泰湖国家湿地公园

## 歷史
- 建于1926年。